# Distretto di B'hai
Il distretto di B'hai è un distretto della Liberia facente parte della contea di Grand Gedeh.